# Lepithrix namaqua
Lepithrix namaqua är en skalbaggsart som beskrevs av Louis Albert Péringuey 1902. Lepithrix namaqua ingår i släktet Lepithrix och familjen Melolonthidae. Inga underarter finns listade i Catalogue of Life.